# Cloniocerus lamellicornis
Cloniocerus lamellicornis là một loài bọ cánh cứng trong họ Cerambycidae.